# Estadio Municipal de Latakia
El Estadio Municipal de Latakia (en árabe: الملعب البلدي‎) es un estadio multiusos ubicado en la ciudad de Latakia en Siria.

## Historia
Fue construido en 1978 por el Gobierno de Siria con capacidad para 28000 espectadores, y tuvo una renovación completa en 2004 y actualmente es la sede de los equipos Hutteen SC y Tishreen SC.